# Альбано Біссаррі
Альбано Біссаррі (ісп. Albano Bizzarri, нар. 9 листопада 1977, Етрурія) — аргентинський футболіст, воротар клубу «К'єво».

## Клубна кар'єра
Народився 9 листопада 1977 року в місті Етрурія. Почав кар'єру в клубі «Расинг» (Авельянеда), будучи залученими в основну команду у віці 17 років. Там голкіпер виступав з 1997 по 1999 рік, взявши участь у 28 матчах чемпіонату. 
Влітку 1999 року Біссаррі перейшов до клубу «Реал Мадрид», який шукав заміну Бодо Іллгнеру, що хотів підписати контракт на дуже вигідних для нього умовах. Біссаррі дебютував в «Реалі» 25 вересня 1999 року в матчі з «Малагою», де пропустив гол після розіграшу кутового. Всього він провів за клуб в чемпіонатілише 7 матчів, припустивши кілька результативних помилок та завершивши свій виступ у складі команди п'ятьма пропущеними м'ячами в грі з «Сарагосою». Після цієї гри його у складі замінив Ікер Касільяс і аргентинець боровся з Іллгнером лише за місце другого воротаря. Незважаючи на це його 5 матчів у єврокубках допомогли клубу виграти Лігу чемпіонів УЄФА.
2000 року Біссаррі покинув «Реал» та перейшов до «Вальядолід». Спочатку Альбано брався як дублер Рікардо Лопеса, але в середині сезону посів тверде місце в основному складі. Біссаррі провів у «Вільяреалі» 6 сезонів. У п'ять з них, включаючи дебютний, він був першим воротарем команди, і лише в сезоні 2001/2002 він не провів за команду жодної гри в чемпіонаті. 
2006 року Альбано перейшов до «Хімнастіка», що вийшов до Прімери. У цьому клубі аргентинський голкіпер провів один сезон, в якому його клуб вилетів у другий дивізіон, зайнявши останнє місце в чемпіонаті.
Влітку 2007 року Біссаррі перейшов в італійську «Катанію», яка купила голкіпера як заміну основному воротареві, Чіро Політо. У першому сезоні в команді аргентинець провів лише 7 ігор, проте після закінчення сезону продовжив контракт з командою ще на рік. З приходом на пост головного тренера команди Вальтера Дзенги Біссаррі став основним воротарем «Катанії». Лише коли Альбано оголосив, що після закінчення сезону покине клуб, Дзенга посадив його на лаву запасних, замінивши Томашом Кошицьким.
10 червня 2009 року Біссаррі, в статусі вільного агента, перейшов в «Лаціо». Він був куплений як дублер уругвайського голкіпера Фернандо Муслери. Біссаррі дебютував в клубі в матчі Ліги Європи з клубом «Ред Булл», в якому «Бьянкочелесті» програли 1:2. Всього в першому сезоні в Римі Альбано вийшов на поле 4 рази, пропустивши 7 голів, причому всі в рамках Ліги Європи. В серії А Альбано дебютував лише у сезоні 2011-12, а вже у наступному році допоміг команді виграти Кубок Італії. Загалом за чотири роки в Римі відіграв за «біло-блакитних» 12 матчів в національному чемпіонаті.
Влітку 2013 року уклав контракт з «Дженоа», де також був резервним голкіпером і протягом сезону провів лише одну гру. Отримувати регулярну ігрову практику знову почав лише 2014 року, перейшовши до «К'єво», в якому нарешті став основним воротарем команди.

## Виступи за збірну
1999 року Біссаррі вперше був викликаний до складу збірної Аргентини. У тому ж році він був учасником розіграшу Кубка Америки 1999 року у Парагваї, проте не провів за національну команду жодної гри.

## Статистика виступів
Статистика станом на 14 березня 2013 року.

### Статистика клубних виступів
| Сезон                           | Команда                         | Чемпіонат         | Чемпіонат | Чемпіонат | Кубок | Кубок | Кубок | Континентальні кубки | Континентальні кубки | Континентальні кубки | Інші змагання | Інші змагання | Інші змагання | Усього | Усього |
| Сезон                           | Команда                         | Ліга              | Ігор      | Голів     | Ліга  | Ігор  | Голів | Ліга                 | Ігор                 | Голів                | Ліга          | Ігор          | Голів         | Ігор   | Голів  |
| ------------------------------- | ------------------------------- | ----------------- | --------- | --------- | ----- | ----- | ----- | -------------------- | -------------------- | -------------------- | ------------- | ------------- | ------------- | ------ | ------ |
| 1995-96                         | «Расинг» (Авельянеда)           | ПД                | 3         | −5        |       | —     | —     |                      | —                    | —                    |               | —             | —             | 3      | −5     |
| 1996-97                         | «Расинг» (Авельянеда)           | ПД                | 9         | −12       |       | —     | —     |                      | —                    | —                    |               | —             | —             | 9      | −12    |
| 1997-98                         | «Расинг» (Авельянеда)           | ПД                | 16        | −14       |       | —     | —     |                      | —                    | —                    |               | —             | —             | 16     | −14    |
| 1998-99                         | «Расинг» (Авельянеда)           | ПД                | 0         | −0        |       | —     | —     | КМ                   | 8                    | −6                   |               | —             | —             | 8      | −6     |
| Усього за «Расинг» (Авельянеда) | Усього за «Расинг» (Авельянеда) |                   | 28        | −31       |       |       |       |                      | 8                    | −6                   |               |               |               | 36     | −37    |
| 1998-99                         | «Реал Мадрид»                   | ПД                | 0         | −0        | КІс   | 0     | 0     | ЛЧ                   | 0                    | −0                   |               | —             | —             | 0      | −0     |
| 1999-00                         | «Реал Мадрид»                   | ПД                | 7         | −5        | КІс   | 2     | −3    | ЛЧ                   | 5                    | −3                   |               | —             | —             | 14     | −11    |
| Усього за «Реал Мадрид»         | Усього за «Реал Мадрид»         |                   | 7         | −5        |       | 2     | −3    |                      | 5                    | −3                   |               |               |               | 14     | −11    |
| 2000-01                         | «Реал Вальядолід»               | ПД                | 26        | −37       | КІс   | 2     | −2    |                      | —                    | —                    |               | —             | —             | 28     | −39    |
| 2001-02                         | «Реал Вальядолід»               | ПД                | 0         | −0        | КІс   | 6     | −6    |                      | —                    | —                    |               | —             | —             | 6      | −6     |
| 2002-03                         | «Реал Вальядолід»               | ПД                | 38        | −40       | КІс   | 4     | −8    |                      | —                    | —                    |               | —             | —             | 42     | −48    |
| 2003-04                         | «Реал Вальядолід»               | ПД                | 38        | −53       | КІс   | 2     | −1    |                      | —                    | —                    |               | —             | —             | 40     | −54    |
| 2004-05                         | «Реал Вальядолід»               | СД                | 39        | −34       | КІс   | 5     | −5    |                      | —                    | —                    |               | —             | —             | 44     | −39    |
| 2005-06                         | «Реал Вальядолід»               | СД                | 33        | −18       | КІс   | 1     | −1    |                      | —                    | —                    |               | —             | —             | 34     | -19    |
| Усього за «Реал Вальядолід»     | Усього за «Реал Вальядолід»     |                   | 174       | −182      |       | 20    | −23   |                      |                      |                      |               |               |               | 194    | −205   |
| 2006-07                         | «Хімнастік»                     | ПД                | 22        | −39       | КІс   | 2     | −4    |                      | —                    | —                    |               | —             | —             | 24     | −43    |
| 2007-08                         | «Катанія»                       | A                 | 7         | −10       | КІт   | 5     | −7    |                      | —                    | —                    |               | —             | —             | 12     | −17    |
| 2008-09                         | «Катанія»                       | A                 | 32        | −37       | КІт   | 2     | −4    |                      | —                    | —                    |               | —             | —             | 34     | −41    |
| Усього за «Катанію»             | Усього за «Катанію»             |                   | 39        | −47       |       | 7     | −11   |                      |                      |                      |               |               |               | 46     | −58    |
| 2009-10                         | «Лаціо»                         | A                 | 0         | −0        | КІт   | 0     | −0    | ЛЄ                   | 4                    | −7                   | СІ            | 0             | −0            | 4      | −7     |
| 2010-11                         | «Лаціо»                         | A                 | 0         | −0        | КІ    | 0     | −0    |                      | —                    | —                    |               | —             | —             | 0      | −0     |
| 2011-12                         | «Лаціо»                         | A                 | 7         | −8        | КІ    | 1     | −2    | ЛЄ                   | 3                    | −2                   |               | —             | —             | 11     | −12    |
| 2012-13                         | «Лаціо»                         | A                 | 5         | −10       | КІ    | 1     | −0    | ЛЄ                   | 5                    | −4                   |               | —             | —             | 11     | −14    |
| Усього за «Лаціо»               | Усього за «Лаціо»               | Усього за «Лаціо» | 12        | −18       |       | 2     | −2    |                      | 12                   | −13                  |               | 0             | −0            | 26     | −33    |
| Усього за кар'єру               | Усього за кар'єру               | Усього за кар'єру | 282       | −322      |       | 33    | −43   |                      | 25                   | −22                  |               | 0             | −0            | 340    | −387   |

## Титули і досягнення
- Володар Суперкубка Італії з футболу (1):

«Лаціо»: 2009
- Володар Кубка Італії (1):

«Лаціо»: 2012-13
- Переможець Ліги чемпіонів УЄФА (1):

«Реал Мадрид»: 1999-00